# Massimo Bertarelli
Massimo Bertarelli (Villasanta, 21 dicembre 1943 – Milano, 8 dicembre 2019) è stato un giornalista e critico cinematografico italiano.

## Biografia
Giornalista professionista, iniziò la sua carriera nel 1964 come redattore al Guerin Sportivo.
Nel 1974 fu tra i fondatori - insieme a Indro Montanelli e Mario Cervi - de Il Giornale: su questa testata si occupò delle rubriche Film in Tv, Guida ai film e Il dito nel video, collaborando in seguito a una video-rubrica cinematografica settimanale per il sito de Il Fatto Quotidiano.
Fu inoltre ospite fisso della trasmissione di cinema Cinematografo in onda su Rai 1 il venerdì sera e condotta da Gigi Marzullo.

## Opere
- 1500 film da evitare, Roma, Gremese Editore, 2003.
- Il cinema italiano in 100 film, Gremese Editore, 2004.